# Orchis brûlé
Neotinea ustulata
Espèce
Classification phylogénétique
Statut CITES
L'orchis brûlé (Neotinea ustulata subsp. ustulata (L.) Bateman, Pridgeon & Chase) , "Burnt orchid" en anglais, est une espèce de plantes à fleurs de la famille des Orchidaceae. C'est une orchidée terrestre eurosibérienne qui fut longtemps classée dans le genre Orchis en tant que Orchis ustulata L. (basionyme) ; des analyses génétiques récentes la classent depuis 1997, dans le genre Neotinea. Cette plante tient son nom de la couleur à son sommet.

## Description
C'est une plante plutôt petite, de 10 à 20 cm de haut (parfois jusqu'à 50 cm), à feuilles basales oblongues lancéolées en rosette, les suivantes engainantes et les supérieures bractéiformes. Les petites bractées sont rougeâtres, plus courtes que l'ovaire. L'inflorescence est un épi dense de nombreuses fleurs aux sépales et pétales en casque rose clair à l'intérieur et brun noirâtre à l'extérieur. Le labelle est trilobé, blanc avec des macules pourpres.
Dès que les fleurs sont fécondées, l'épi floral s'allonge et l'extérieur des fleurs devient plus clair. C'est donc le sommet de l'épi qui présente cette couleur pain brûlé caractéristique.

## Floraison
Avril à août selon l'altitude. La fleur est odorante et son principal pollinisateur est une mouche.

## Habitat
C'est une plante de pleine lumière, assez indifférente quant au substrat, des pelouses, alpages, bords des marais, jusqu'à 2 400 m d'altitude.

## Aire de répartition
Plante euro-sibérienne, fréquente en montagne, plutôt rare en plaine, et très rare dans les régions méditerranéennes.
En France métropolitaine, elle est présente dans tous les départements sauf les trois départements de Bretagne, trois du sud de l'Aquitaine, cinq d'Alpes-Côte-d’Azur, le Cantal, la Haute-Loire et la Corse . En région Île-de-France, elle fleurit à partir de mai.
En Belgique, où elle est très rare, on peut la trouver dans des pelouses à sol calcarifère (en particulier au sud du district mosan).